# Santa Ana de Coro
Santa Ana de Coro, oftest omtalt som bare Coro, er en by i det vestlige Venezuela og hovedstad i delstaten Falcón. Byen har 265.569 (2020) indbyggere.
Byen er optaget på UNESCO's liste over verdensarv i Sydamerika.

## Historie
Byen blev grundlagt i 1527 og er den ældste by i det vestlige Venezuela. Byen var Venezuelas første hovedstad.

## Turisme
Med sin historiske koloniarkitektur og unikke naturscenarier, tiltrækker Coro mange turister. Det koloniale område er et urbant landskab fra 1700- og 1800-tallet med brolagte gader og typiske bygninger fra kolonitiden. Nogle af bygningerne er museer med bl.a. religiøse ikonmalerier og andre genstande af nationalhistorisk værdi. I byens nordøstlige del ligger Los Medanos de Coro, en række naturligt formede sandklitter, der strækker sig over et stort område, helt ud til havet. En times kørsel nord for byen er strande, der er populære blandt vindsurfere.